# Adams Academy

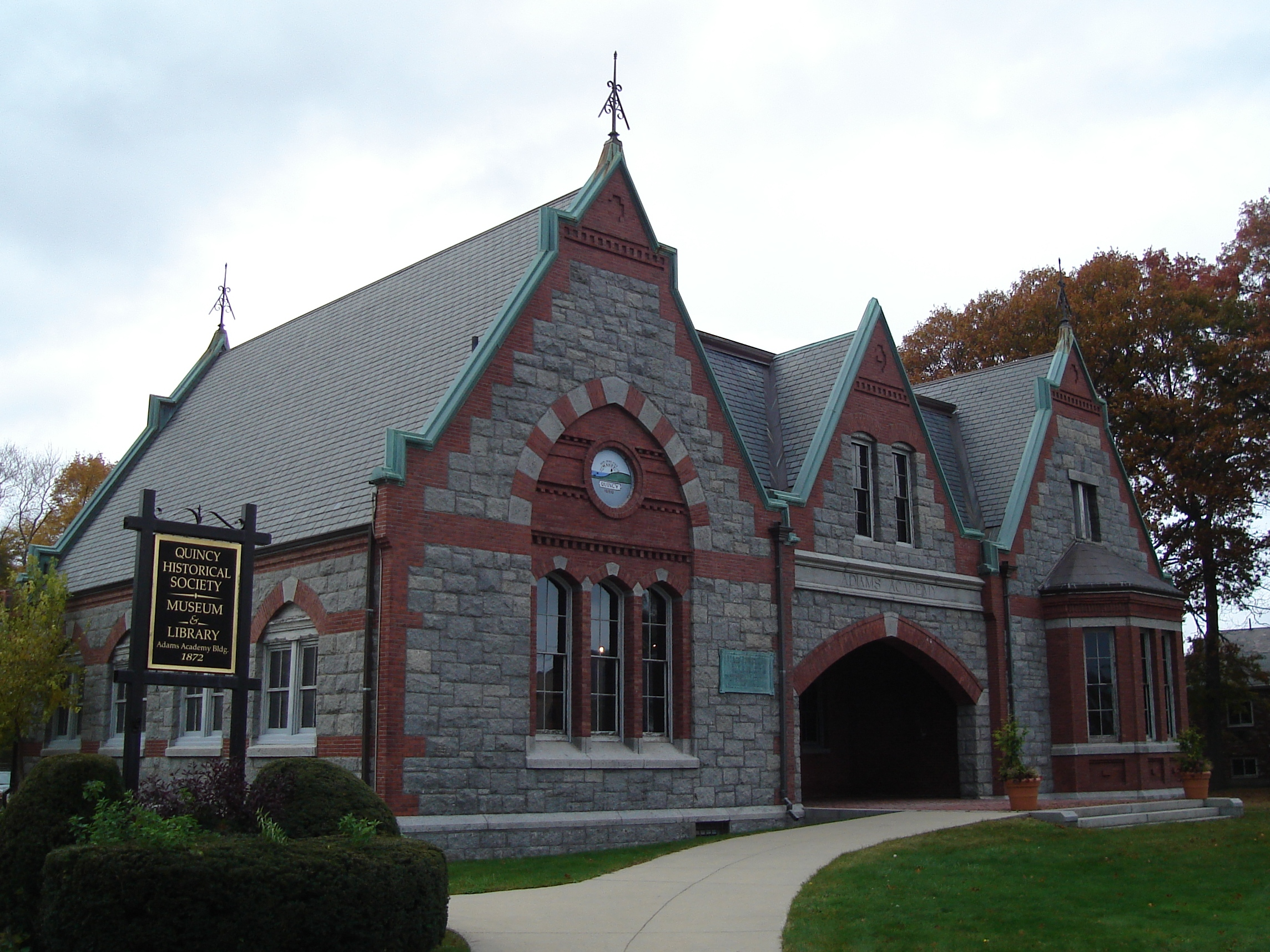
Facciata dell'edificio dell'Adams Academy

L'Adams Academy fu una scuola aperta nel 1872 a Quincy (Massachusetts), USA, e chiusa nel 1908.
John Adams, secondo presidente degli Stati Uniti d'America, visse in questa città e diede 160 acri (0,65 km quadrati) agli abitanti; egli voleva usare il denaro guadagnato per costruire una scuola in onore dei suoi amici John Hancock e Josiah Quincy, che come lui vissero a Quincy.

## L'Adams Academy oggi
Nel 1994 l'edificio dell'Adams Academy, progettato da Henry Van Brunt e dalla Phillips Exeter Academy, fu dichiarato National Historic Landmark.
Attualmente l'Adams Academy, sede della Quincy Historical Society, si trova al numero 8 dell'Adams Street di Quincy.